# Иматозеро (станция)
И́мато́зеро (фин. Imatjärvi) — техническая железнодорожная станция на 459,4 км перегона Новые Пески — Эссойла линии Суоярви — Томицы — Петрозаводск. Территориально расположена в посёлке Кунгозерский Эссойльского сельского поселения Пряжинского национального района Республики Карелия. Станция получила наименование по названию одноимённого озера, находящегося в шестистах метрах. Станция открыта в 1940 году. В здании станции находится дежурный по станции, а также располагается пост ЭЦ, обеспечивающий  полуавтоблокировку на линии. Зал ожидания закрыт. Билетная касса отсутствует. С 2014 года пассажирские поезда проходят станцию без остановки. Несмотря на это, в середине 2010-х годов на станции был установлен новый пассажирский павильон, а также информационные таблички с названием станции.

## История
Строительство линии Суоярви — Петрозаводск протяженностью почти в 130 километров было начато в марте 1939 года в связи с началом Зимней войны. Участок был построен советскими строителями всего за 3,5 месяца, и уже в марте 1940 года на линии было открыто движение. С 1941 по 1944 Финляндия по новой захватила Олонецкий перешеек, в результате чего все станции и остановочные пункты линии получили финские наименования.

## Галерея
- Вид в сторону Эссойлы.
- Вид в сторону Новых Песков.
- Табличка.
- Станционное здание.